# Svetovno prvenstvo v biatlonu 2008
Svetovno prvenstvo v biatlonu 2008 je šestinštirideseto svetovno prvenstvo v biatlonu, ki je potekalo med 8. in 17. februarjem 2008 v Östersundu, Švedska, v petih disciplinah za moške in ženske ter mešani štafeti.

## Dobitniki medalj

### Moški
| Disciplina | Zlato                                                                       | Zlato     | Srebro                                                                                    | Srebro    | Bron                                                                          | Bron      |
| 10 km      | Maksim Čudov                                                                | 22:25,4   | Halvard Hanevold                                                                          | 22:45,2   | Ole Einar Bjoerndalen                                                         | 22:55,4   |
| 12,5 km    | Ole Einar Bjoerndalen                                                       | 31:04,51  | Maksim Čudov                                                                              | 31:14,60  | Alexander Wolf                                                                | 31:47,39  |
| 15 km      | Emil Hegle Svendsen                                                         | 36:12,6   | Ole Einar Bjoerndalen                                                                     | 36:13,0   | Maksim Čudov                                                                  | 36:37,5   |
| 20 km      | Emil Hegle Svendsen                                                         | 51:51,9   | Ole Einar Bjoerndalen                                                                     | 52:23,3   | Maksim Maksimov                                                               | 52:26,7   |
| 4 x 7,5 km | Rusija · Ivan Čeresov · Nikolaj Kruglov · Dimitrij Jarošenko · Maksim Čudov | 1:21:00,7 | Norveška · Emil Hegle Svendsen · Rune Bratsveen · Halvard Hanevold · Ole Einar Bjørndalen | 1:21:49,9 | Nemčija · Michael Rösch · Alexander Wolf · Andreas Birnbacher · Michael Greis | 1:22:43,2 |

### Ženske
| Disciplina | Zlato                                                                      | Zlato     | Srebro                                                                                      | Srebro    | Bron                                                                                | Bron      |
| 7,5 km     | Andrea Henkel                                                              | 19:43,1   | Albina Ahatova                                                                              | 19:55,8   | Oksana Hvostenko                                                                    | 20:06,3   |
| 10 km      | Andrea Henkel                                                              | 28:56,0   | Jekaterina Jurjeva                                                                          | 29:16,5   | Albina Ahatova                                                                      | 29:34,5   |
| 12,5 km    | Magdalena Neuner                                                           | 39:36,5   | Tora Berger                                                                                 | 39:39,5   | Jekaterina Jurjeva                                                                  | 40:06,0   |
| 15 km      | Jekaterina Jurjeva                                                         | 39:36,5   | Martina Glagow                                                                              | 39:39,5   | Oksana Hvostenko                                                                    | 40:06,0   |
| 4 x 6 km   | Nemčija · Martina Glagow · Andrea Henkel · Magdalena Neuner · Kati Wilhelm | 1:10:12,6 | Ukrajina · Oksana Jakovljeva · Viktorija Semerenko · Valentina Semerenko · Oksana Hvostenko | 1:10:43,5 | Francija · Delphyne Peretto · Marie-Laure Brunet · Sylvie Becaert · Sandrine Bailly | 1:11:48,3 |

### Mešano
| Disciplina         | Zlato                                                                              | Zlato     | Srebro                                                                               | Srebro    | Bron                                                                                   | Bron      |
| 2 x 6 + 2 x 7,5 km | Nemčija · Sabrina Buchholz · Magdalena Neuner · Andreas Birnbacher · Michael Greis | 1:12:20,5 | Belorusija · Ljudmila Kalinčik · Darja Domračava · Rustam Valjulin · Sjarhej Novikau | 1:13:13,1 | Rusija · Svetlana Slepcova · Oksana Neupokojeva · Nikolaj Kruglov · Dimitrij Jarošenko | 1:13:23,4 |

## Medalje po državah
| Poz | Država     | Zlato | Srebro | Bron | Skupaj |
| 1   | Nemčija    | 5     | 1      | 2    | 8      |
| 2   | Norveška   | 3     | 5      | 1    | 9      |
| 3   | Rusija     | 3     | 3      | 5    | 11     |
| 4   | Ukrajina   | 0     | 1      | 2    | 3      |
| 5   | Belorusija | 0     | 1      | 0    | 1      |
| 6   | Francija   | 0     | 0      | 1    | 1      |